# Épinastine
L'épinastine est un médicament anti-histaminique utilisé pour traiter la conjonctivite allergique.

## Mode d'action
C'est un antihistaminique et un stabilisateur des mastocytes . Le médicament ne traverse pas la barrière hémato-encéphalique .

## Usage médical
Le médicament est utilisé comme collyre . Les effets commencent dans les 5 minutes et durent jusqu'à 8 heures. Le médicament peut être utilisé jusqu'à 8 semaines.

## Effets secondaires
Les effets secondaires de ce médicament comprennent une irritation des yeux. D’autres effets secondaires peuvent inclure une sécheresse oculaire ou une altération du goût.

## Histoire
Le médicament a été breveté en 1980 et est entrée en usage médical en 1994. Au Royaume-Uni, 5 ml coûtaient au NHS environ 10 livres sterling en 2021. Aux États-Unis, ce montant coûte environ 31 dollars américains .